# Liste des communes de la province de Lugo

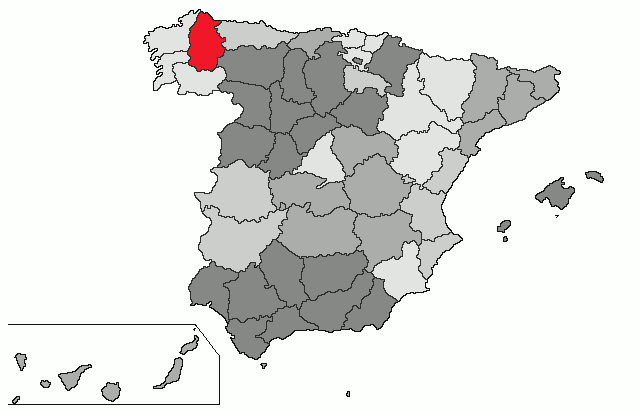
Situation de la province de Lugo

Liste des 67 communes de la province de Lugo en Galice (Espagne).

## Cartes

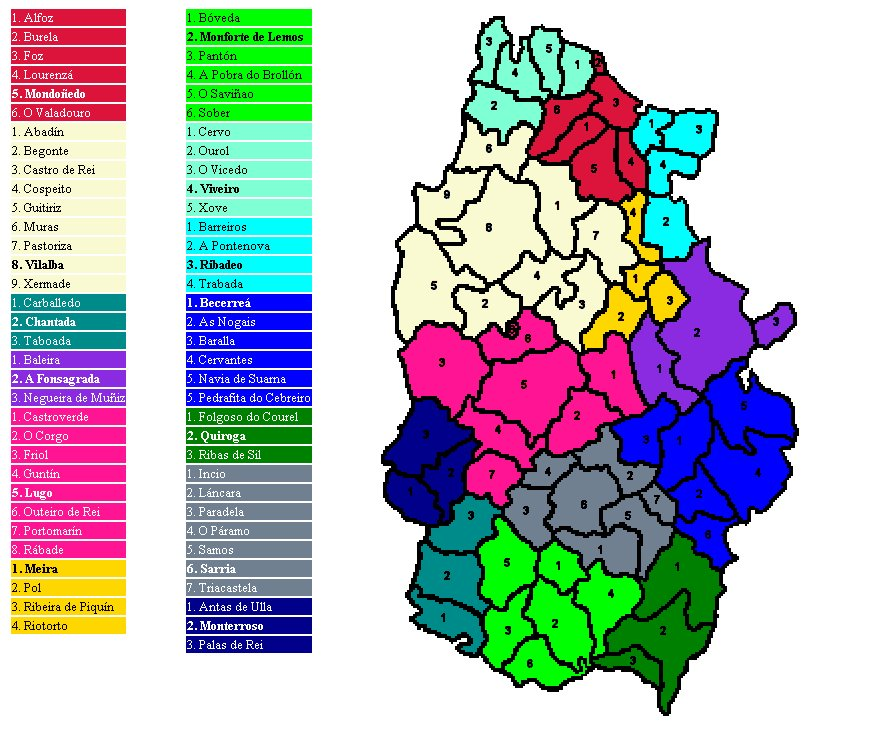
Carte des communes de la province de Lugo

Carte des communes de la province de Lugo

## Liste
| Nom officiel          | Nom castillan          | Population (2007) |
| --------------------- | ---------------------- | ----------------- |
| Abadín                | Abadín                 | 3 065             |
| Alfoz                 | Alfoz                  | 2 159             |
| Antas de Ulla         | Antas de Ulla          | 2 549             |
| Baleira               | Baleira                | 1 658             |
| Baralla               | Baralla                | 3 034             |
| Barreiros             | Barreiros              | 3 246             |
| Becerreá              | Becerreá               | 3 264             |
| Begonte               | Begonte                | 3 550             |
| Bóveda                | Bóveda                 | 1 737             |
| Burela                | Burela                 | 8 873             |
| Carballedo            | Carballedo             | 2 886             |
| Castro de Rei         | Castro de Rey          | 5 744             |
| Castroverde           | Castroverde            | 3 148             |
| Cervantes             | Cervantes              | 1 844             |
| Cervo                 | Cervo                  | 4 776             |
| O Corgo               | Corgo                  | 4 095             |
| Cospeito              | Cospeito               | 5 349             |
| Chantada              | Chantada               | 9 150             |
| Folgoso do Courel     | Folgoso de Caurel      | 1 284             |
| A Fonsagrada          | Fonsagrada             | 4 748             |
| Foz                   | Foz                    | 9 841             |
| Friol                 | Friol                  | 4 504             |
| Xermade               | Germade                | 2 318             |
| Guitiriz              | Guitiriz               | 5 974             |
| Guntín                | Guntín                 | 3 213             |
| O Incio               | Incio                  | 2 185             |
| Xove                  | Jove                   | 3 602             |
| Láncara               | Láncara                | 3 083             |
| Lourenzá              | Lorenzana              | 2 620             |
| Lugo                  | Lugo                   | 93 853            |
| Meira                 | Meira                  | 1 794             |
| Mondoñedo             | Mondoñedo              | 4 701             |
| Monforte de Lemos     | Monforte de Lemos      | 19 311            |
| Monterroso            | Monterroso             | 4 121             |
| Muras                 | Muras                  | 891               |
| Navia de Suarna       | Navia de Suarna        | 1 552             |
| Negueira de Muñiz     | Negueira de Muñiz      | 222               |
| As Nogais             | Nogales                | 1 421             |
| Ourol                 | Orol                   | 1 273             |
| Outeiro de Rei        | Otero de Rey           | 4 979             |
| Palas de Rei          | Palas de Rey           | 3 667             |
| Pantón                | Pantón                 | 3 073             |
| Paradela              | Paradela               | 2 240             |
| O Páramo              | Páramo                 | 1 770             |
| A Pastoriza           | Pastoriza              | 3 690             |
| Pedrafita do Cebreiro | Piedrafita del Cebrero | 1 368             |
| Pol                   | Pol                    | 1 913             |
| A Pobra do Brollón    | Puebla del Brollón     | 2 201             |
| A Pontenova           | Puentenuevo            | 2 971             |
| Portomarín            | Puertomarín            | 1 898             |
| Quiroga               | Quiroga                | 3 939             |
| Rábade                | Rábade                 | 1 699             |
| Ribadeo               | Ribadeo                | 9 704             |
| Ribas de Sil          | Ribas de Sil           | 1 218             |
| Ribeira de Piquín     | Ribera de Piquín       | 742               |
| Riotorto              | Riotorto               | 1 583             |
| Samos                 | Samos                  | 1 768             |
| Sarria                | Sarria                 | 13 422            |
| O Saviñao             | Saviñao                | 4 681             |
| Sober                 | Sober                  | 2 836             |
| Taboada               | Taboada                | 3 537             |
| Trabada               | Trabada                | 1 451             |
| Triacastela           | Triacastela            | 811               |
| O Valadouro           | Valle de Oro           | 2 227             |
| O Vicedo              | Vicedo                 | 2 086             |
| Vilalba               | Villalba               | 15 358            |
| Viveiro               | Vivero                 | 15 706            |

### Sources
- Tesauro ISOC de Topónimos (CSIC)
- Nomenclátor de topónimos oficiales de la Xunta de Galicia